# Andrew Roachford
Andrew Roachford, né le 22 janvier 1965 à Londres, est un chanteur et musicien britannique.

## Biographie
Il commence à jouer à l'âge de 14 ans dans les clubs de jazz de Soho. Claviériste, il forme son groupe Roachford en 1987, et il rencontre le succès en 1989 avec les titres Cuddly Toy et Family Man.
Roachford a sorti son premier album studio solo, Heart of the Matter, en 2003. Son album studio suivant, Word of Mouth, est sorti en juin 2005 sous le nom de Roachford. En 2010, Roachford a rejoint Mike + The Mechanics aux côtés de Tim Howar. L'année suivante sort le septième album studio du groupe, The Road, avec Roachford et Howar comme chanteurs principaux, ainsi que leur huitième album studio, Let Me Fly (2017).
Il se lance dans une carrière solo à partir de 2013, après avoir rejoint le groupe Mike + The Mechanics en 2011.
Roachford a collaboré avec Beverley Knight sur son album studio Twice In a Lifetime, qui est sorti en septembre 2020. Il s'est classé à la 31e place du UK Albums Chart. C'est le premier album de Roachford à se classer dans le top 40 après une absence de 23 ans, la dernière fois en 1997 avec Feel.

## Albums
- 1988 : Roachford[8]
- 1991 : Get Ready!
- 1994 : Permanent Shade of Blue
- 1997 : Feel
- 2000 : The Roachford Files
- 2003 : Heart of the Matter
- 2005 : The Very Best of Roachford
- 2005 : Word of Mouth
- 2011 : Where I Stand
- 2011 : Addictive
- 2013 : This Beautiful Moment